# Олавський замок
Замок П'ястів в Олаві (пол. Zamek Piastowski w Oławie, нім. Schloss Ohlau) — ренесансно-бароковий замок, побудований на місці колишнього готичного мисливського замку князя Людвіка I Бжезького з кінця XIV століття. 

## Історія

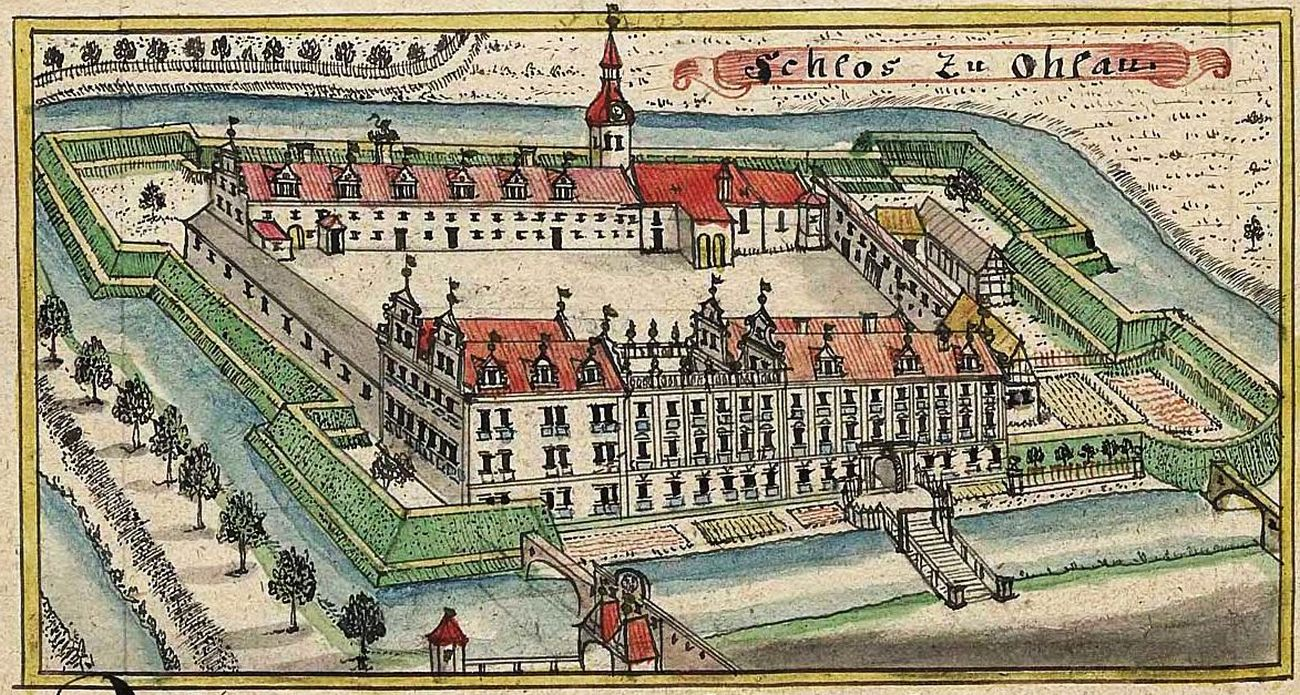
Замок у XVIII столітті

Нинішня будівля стала вже третьою за рахунком в Олаві (перша — садиба каштелянії, існувала у південно-східній частині городища до часів гуситських воєн).  
Будівлю у стилі ренесансу розпочав будувати у 1541 році майстер Якоб з Мілана (ймовірно, на прізвище Парр, який також збудував замок в Болькові), а продовжив, починаючи з 1588 року італієць Бернард Нюрон. В наш час, після багатьох перетворень, ця частина замку слугує плебанією костелу святих апостолів Петра і Павла. Було перебудовано увесь простір готичного замку, включно з вже не існуючими західним та північним крилами, де розташовувалася замковий костел. Вежа костелу, останній фрагмент північної забудови, обвалилася під кінець 70-их років XX століття. 
Нинішній костел спочатку був двоповерховим павільйоном у стилі раннього бароко, добудованим до ренесансної частини з східної сторони. До його будівництва, за часів князя Крістіана Бжезького, були залучені італійські майстри, зокрема Карло Россі. Будівля була увінчана терасою з садом, яка в умовах польського клімату спричинило до швидкого руйнування цього крила. 
Чергову добудову, з східної сторони, було здійснено у 1673—1680 роках княгинею Луїзою, матір'ю останнього П'яста, Єжи Вільгельма. У той час укріплення замку зі сторони міста було ліквідовано, а на їх місці закладено сад. З часом ця область змінила функцію і стала Замковою площею. Під час правління Якуба Собеського замок отримав нові інтер'єри. Після того як він покинув Олаву в 1734 році, будівля почала занепадати. У прусські часи тут розміщувались лікарня та пекарня.У 1833-1835 роках було розібрано найбільш зруйновану будівлю (збудовану за часів князя Крістіана Бжезького), а на її місці було зведено католицький костел, спроектований Карлом Фрідріхом Шинкелем, натомість костел у північному крилі було перетворено на пивоварню. У східному крилі замкового простору було облаштовано казарми, згодом перетворені на тютюнову фабрику. У будівлі, збудованій за часів княгині Луїзи, було облаштовано школу, поруч з нею було споруджено невеликий будинок для вартових казарм, а на початку XX століття водонапірну вежу, що призвело до повної нівелювання представницького характеру замкового комплексу. 
Під час Другої світової війни найбільше постраждала будівля, споруджена за часів княгині Луїзи. Її було відновлено на початку 60-их років та облаштовано тут  адміністративну будівлю для повітових органів влади. У наш час в ньому розміщується міська адміністрація Олави.